# Kaninchennasenbeutler

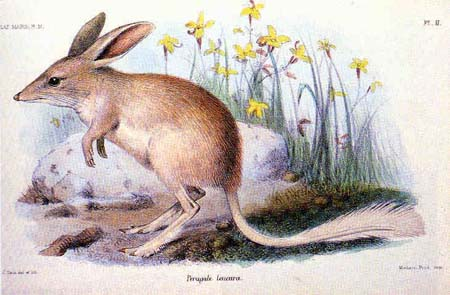
Der Kleine Kaninchennasenbeutler ist ausgestorben.

Die Kaninchennasenbeutler (Macrotis) sind eine Gattung aus der Beuteltierordnung der Nasenbeutler (Peramelemorphia). Sie werden heute als eigene Familie Thylacomyidae klassifiziert. Zur Gattung zählen zwei Arten: der Große Kaninchennasenbeutler (Macrotis lagotis) und der ausgestorbene Kleine Kaninchennasenbeutler (M. leucura).
Der wissenschaftliche Name ist aus den griechischen Worten altgriechisch μακρός makrós, deutsch ‚groß‘ und altgriechisch ὠτ- ōt-, deutsch ‚Ohr‘ zusammengesetzt. Er bezieht sich auf die langen Ohren.

## Merkmale
Kaninchennasenbeutler sind wie alle Nasenbeutler stämmig gebaute Tiere mit langgezogener Schnauze. Sie erreichen eine Kopf-Rumpf-Länge von 20 bis 55 Zentimetern, der Schwanz misst 12 bis 29 Zentimeter. Mit 0,3 bis 0,4 Kilogramm war der Kleine Kaninchennasenbeutler deutlich leichter als sein größerer Verwandter, der bis zu 2,5 Kilogramm auf die Waage bringt. Das Fell dieser Tiere ist lang, weich und seidig, es ist an der Oberseite graubraun bis blaugrau und an der Unterseite weiß gefärbt. Der Schwanz trägt am Ende eine kleine weiße Quaste. Der Kopf wird durch die zugespitzte Schnauze und die großen, fein behaarten Ohren charakterisiert. Die Zahnformel lautet I4-5/3 C1/1 P4/4 M3/3, insgesamt also 46 bis 48 Zähne. Die kräftigen Vorderbeine sind an das Graben angepasst, sie tragen fünf Zehen, wobei die erste und die fünfte rückgebildet sind. Die drei großen mittleren Zehen sind mit Krallen versehen. Die Hinterbeine sind lang und känguruähnlich und dienen der hoppelnden Fortbewegungsweise. Die erste Zehe der Hinterbeine fehlt, die zweite und dritte Zehe sind zusammengewachsen.

## Verbreitung und Lebensraum
Einst kamen die Kaninchennasenbeutler in weiten Teilen Australiens vor und bewohnten verschiedene Lebensräume wie Wälder, Savannen, Buschländer und Wüsten. Heute sind sie in die Trockenregionen verdrängt und leben nur noch in vereinzelten Gebieten in Western Australia, dem Northern Territory und Queensland. Erfolgreiche Wiederansiedlungen erfolgten in eingezäunten Schutzgebieten der Australian Wildlife Conservancy, in denen invasive Arten, wie Füchse, Katzen, Ziegen und Kaninchen bekämpft werden. Darunter sind das Scotia-Schutzgebiet und das Yookamurra-Schutzgebiet.

## Lebensweise
Kaninchennasenbeutler sind nachtaktiv und schlafen tagsüber in selbst gegrabenen Bauen. In der Nacht gehen sie auf Nahrungssuche, wobei sie ihre Nahrung aus dem Boden graben. Sie ernähren sich vorwiegend von Insekten und deren Larven und anderen Kleintieren, manchmal nehmen sie auch unterirdische Pflanzenteile wie Wurzeln und Knollen zu sich.
Die Tragzeit ist mit rund 14 Tagen eine der kürzesten aller Säugetiere. Die Jungtiere verbringen die ersten 80 Tage ausschließlich im Beutel der Mutter, anschließend halten sie sich noch in ihrem Bau auf. Das bekannte Höchstalter eines Kaninchennasenbeutlers betrug sieben Jahre.

## Kaninchennasenbeutler und Menschen
In geringem Maße waren die Kaninchennasenbeutler auch vor der europäischen Besiedlung gefährdet. Die australischen Ureinwohner schätzten ihr Fleisch als Leckerbissen und ihr Pinselschwanz diente als Schmuck. Mit der Ankunft der Europäer haben sich die Bedrohungen verstärkt. Anfang des 20. Jahrhunderts setzte bei beiden Arten ein dramatischer Rückgang der Populationen ein. Die Gründe dafür lagen in der Bejagung wegen ihres seidigen Fells, in der Nachstellung durch eingeschleppte Rotfüchse und Hauskatzen, in der Verdrängung durch die ebenfalls eingeschleppten Wildkaninchen und in der Zerstörung ihres Lebensraums durch Umwandlung in Viehweiden oder andere landwirtschaftlich genutzte Flächen.
Der Große Kaninchenbeutler ist in abgelegene, dünn besiedelte Regionen zurückgedrängt und ist laut IUCN „gefährdet“ (vulnerable). Es laufen Nachzucht- und Wiederaussiedlungsprogramme. Es gibt Bemühungen, Kaninchennasenbeutler aus Schokolade („Easter Bilbies“) als einheimische Alternative zum Osterhasen anzubieten – daraus entstehende Einkünfte sollen teilweise für Maßnahmen zum Schutz der Art verwendet werden. Der Kleine Kaninchennasenbeutler ist ausgestorben. Die letzte Sichtung erfolgte 1931, in abgelegenen Regionen könnte er sich bis in die 1960er-Jahre gehalten haben.

## Systematik
Früher wurden die Kaninchennasenbeutler in die Australischen Nasenbeutler (Peramelidae) eingeordnet. Jüngere Untersuchungen ergaben, dass diese näher mit den Neuguinea-Nasenbeutlern als mit den Kaninchennasenbeutlern verwandt sind. Deswegen werden sie heute in einer eigenen Familie, Thylacomyidae, geführt. (Thylacomys ist ein ungültiger Gattungsname für Macrotis.) Sie sind die Schwestergruppe des gemeinsamen Taxons aus australischen und Neuguinea-Nasenbeutlern.